# All-Ireland Senior Hurling Championship 1925
L'All-Ireland Senior Football Championship 1925 fu l'edizione numero 39 del principale torneo di hurling irlandese. Tipperary batté in finale Galway, ottenendo il decimo titolo della sua storia.

## Formato
Si tennero solo i campionati provinciali di Ulster, Leinster e Munster, i cui vincitori avrebbero avuto accesso diretto all'All-Ireland, dove avrebbe avuto accesso anche Galway, ammessa di diritto.

## Torneo
Leinster Senior Hurling Championship
| Dublino 21 giugno 1925 Finale | Dublin | 6-4 – 4-7 | Kilkenny | Croke Park |

Munster Senior Hurling Championship
| Waterford 10 maggio 1925 Semifinale | Waterford | 5-3 – 0-1 | Clare | Waterford Sports Field |

| Thurles 19 maggio 1925 Quarto di finale | Cork | 4-9 – 1-3 | Limerick | Thurles Sportsfield |

| 31 maggio 1925 Quarto di finale | Tipperary | 9-2 – 5-1 | Kerry | Limerick |

| Limerick 2 agosto 1925 Semifinale | Tipperary | 5-3 – 5-1 | Cork | Markets Field |

| Dungarvan 23 agosto 1925 Finale | Tipperary | 6-6 – 1-2 | Waterford | Fraher Field |

All-Ireland Senior Hurling Championship
| Dublino 26 luglio 1925 Semifinale | Tipperary | 12-9 – 2-3 | Antrim | Croke Park |

| Dublino 9 agosto 1925 Semifinale | Galway | 9-4 – 6-0 | Kilkenny | Croke Park |

| Dublino 6 settembre 1925 Finale | Tipperary | 5-6 – 1-5 | Galway | Croke Park |

- I vincitori dell'Ulster Championship parteciparono al torneo per l'ultima volta, fino al 1943.